# 356 av. J.-C.
Cette page concerne l'année 356 av. J.-C. du calendrier julien proleptique.

## Événements
- En Chine, début du règne de Wei, roi de Qi (356-320 av. J.-C.[1] ou 378-343 av. J.-C.[2]). Plusieurs mesures sont adoptées pendant son règne pour encourager l’agriculture et le défrichement de nouvelles terres. Des récompenses sont prévues, d’autre part, pour quiconque est capable d’adresser au prince des remontrances. L’antique coutume de la remontrance, jusqu’alors un devoir des conseillers nobles, est ainsi étendue à l’ensemble de la population.

### Europe
- Hiver 357/356 av. J.-C. : prise de Pydna par Philippe II de Macédoine. Il rompt avec Athènes et s’allie à la Ligue chalcidienne, puis reprend la guerre contre Athènes[3],[4]

- 6 mars (15 mars du calendrier romain) : début à Rome du consulat de Marcus Fabius Ambustus II, Marcus Popillius Lænas II[5]. 
  - Marcius Rutilus est élu dictateur pour lutter contre une coalition étrusque venue secourir Tarquinia ; victorieux, il obtient les honneurs du triomphe la veille des nones de mai (26 avril julien)[5]. Il est le premier plébéien à accéder à la dictature. Sa famille est cependant liée au patriarcat. La dictature, une magistrature d’exception dont le bénéficiaire était nommé dans les situations de danger extrême, devient accessible à la plèbe.

- Printemps : 
  - Prise de Crénidès par les Macédoniens et fondation de Philippes[6].
  - Réunion du Conseil amphictyonique à Delphes. Il prononce des sanctions contre les Phocidiens qui n’ont pas payé l’amende infligée en 357. Philomélos est élu stratège des Phocidiens et s’engage à faire annuler les décisions des Amphictyons[7].
- Mai-juin : les Phocidiens s’emparent de Delphes et du sanctuaire d’Apollon. Ils envoient des ambassadeurs dans toute la Grèce, qui sont accueillis favorablement à Sparte et à Athènes[8].

- Été : Denys le Jeune envoie une armée de mercenaires menée par Nypsios de Neapolis contre Syracuse. Les démocrates rappellent au pouvoir Dion, qui s’est installé à Leontinoi après son éviction. Dion parvient à chasser Nypsios et à s’emparer de la citadelle d’Ortygie. Il se heurte à son ancien compagnon, Hérakleidès, qui dirige la faction démocratique qui veut un nouveau partage des terres. Hérakleidès est assassiné par les partisans de Dion et on le soupçonne de vouloir à son tour exercer la tyrannie[9].
- 21 juillet (selon la tradition) : Érostrate incendie le temple d'Artémis à Éphèse, l’une des Sept Merveilles du monde, dans le seul but d’immortaliser son nom. Il est condamné au feu et toute mention de son nom est interdite sous peine de mort. Le même jour naît Alexandre le Grand[10].
- 26 juillet : décret d’alliance entre les Athéniens, les Thraces, les Illyriens et les Péoniens contre Philippe II[11]. Athènes, qui ne peut pas intervenir directement à cause de la guerre des alliés, tente de former une coalition contre Philippe. Mais Kétriporis, roi des Odryses occidentaux, Grabos, roi des Illyriens et Lyppeios, roi des Péoniens sont vaincus successivement (356/355)[12].
- Juillet : 
  - Prise et destruction de Potidée par Philippe[13], qui cède ensuite le territoire de la cité à la Ligue Chalcidienne. La population est réduite en esclavage et déplacée.
  - Victoire hippique de Philippe II de Macédoine aux Jeux olympiques[14].
- Août-septembre : victoire de Parménion sur les Illyriens[15].
- Automne :
  - Guerre sociale : les Athéniens sont défaits sur mer par leurs Alliés révoltés à la bataille d'Embata, près d’Érythrée[16]. Charès impute la responsabilité de la défaite à Iphicrate et Timothée, qui doit s’exiler. Charès devient le seul chef de la flotte athénienne. Pour payer ses troupes, il doit participer à la révolte du satrape Artabaze contre le Grand Roi. Il remporte quelques victoires.
  - Début de la troisième Guerre sacrée. Le Conseil amphictionique, dominé par  Thèbes, riposte à la prise du sanctuaire d’Apollon en déclarant une guerre sacrée contre les Phocidiens sacrilèges[8].

- Prise d’Apollonia, de Galepsos et d'Oisyme par Philippe[15].
- Discours sur la Paix, d’Isocrate[17], à propos de la paix qu’Athènes doit conclure avec ses alliés.

## Naissances en 356 av. J.-C.
- 21 juillet : Alexandre le Grand.
- Héphaestion, général macédonien.

## Décès
- Philistos de Syracuse, homme politique et historien grec.